# Lavochkin La-9
Il Lavochkin La-9 (in cirillico Лавочкин Ла-9, nome in codice NATO Fritz) era un caccia monomotore ad ala bassa progettato dall'OKB 301 diretto da Semën Alekseevič Lavočkin e sviluppato in Unione Sovietica nella seconda parte degli anni quaranta.
Derivato dal precedente La-7 non riuscì ad essere sviluppato in tempo per essere impiegato durante la seconda guerra mondiale. Successivamente dal La-9 venne sviluppato una nuova variante, il La-11.

## Sviluppo
Il La-9, per quanto simile al La-7, era un progetto completamente nuovo concepito come caccia di scorta. Il nuovo caccia aveva una costruzione interamente metallica, fatta eccezione per il rivestimeno in tela degli alettoni, e un'ala bilongherone a flusso laminare. La parte posteriore della fusoliera era raccordata con il tettuccio del posto di pilotaggio e non abbassata dietro di essa come sul La-7, per cui non consentiva una visuale posteriore completa. Il risparmio di peso, dovuto alla costruzione metallica, consentì una maggiore capacità di carburante e un armamento di quattro cannoni da 20 mm. Il nuovo caccia entrò in produzione nell'agosto 1946 e alla fine della produzione, nel 1948, erano stati costruiti 1.559 velivoli.

### Varianti
Come altri progettisti aeronautici dell'epoca, Lavočkin sperimentò l'uso della propulsione a getto per aumentare le prestazioni dei caccia con motore a pistoni. Uno di questi tentativi fu il La-130R con un motore a razzo a combustibile liquido RD-1Kh3 oltre al propulsore a pistoni Shvetsov ASh-82FN. Il progetto fu annullato nel 1946, prima che il prototipo fosse completato. Un approccio più insolito fu rappresentato dal La-9RD, che fu testato nel 1947-48. Si trattava di un La-9 di produzione con cellula rinforzata, armamento ridotto a due cannoni, e un pulsoreattore RD-13 (cioè un Argus As 014 della Luftwaffe) sotto ciascuna semiala. L'aumento di velocità di 70 km/h fu però ottenuto a scapito di violente vibrazioni, per cui il progetto venne abbandonato. Il La-9UTI era, invece, la versione biposto da addestramento.

## Utilizzatori
Corea del Nord
- Chosŏn Inmin Kun Konggun

 Romania
- Forțele Aeriene Regale ale României

 Romania
- Forţele Aeriene ale Republicii Populare Română

 Unione Sovietica
- Sovetskie Voenno-vozdušnye sily